# 26 mars en sport
26 février 26 avril
Chronologies thématiques
- Croisades
- Ferroviaires
- Disney

Le 26 mars (85e jour de l'année ou 86e en cas d'année bissextile) en sport.

## Événements

### XIXesiècle
- 1887 :
  - (Aviron) : The Boat Race entre les équipes universitaires d'Oxford et de Cambridge. Cambridge s'impose[1].
- 1893 :
  - (Football) : finale de la 22e FA Challenge Cup (183 inscrits). Wolverhampton Wanderers FC bat Everton 1-0 devant 45 000 spectateurs à Fallowdield.

### XXesièclede1901à1950
- 1910 :
  - (Football) : à Belfast, Distillery FAC remporte la Coupe d'Irlande en s'imposant 1-0 face à Cliftonville FAC.
- 1933 :
  - (Sport automobile) : Grand Prix automobile de Tunisie.

### XXesièclede1951à2000
- 1955 :
  - (Jeux panaméricains) : à Mexico, clôture de la deuxième édition des Jeux panaméricains.
- 1989 :
  - (Formule 1) : Grand Prix automobile du Brésil.
- 1995 :
  - (Formule 1) : Grand Prix automobile du Brésil.
  - (Jeux panaméricains) : à Mar del Plata, clôture de la douzième édition des Jeux panaméricains.

### XXIesiècle
- 2008 :
  - (Cyclisme sur piste) : lors des championnats du monde, à Manchester, Angleterre, l'équipe de France composée de Grégory Baugé, Kévin Sireau et Arnaud Tournant remporte, pour la troisième année consécutive, la médaille d'or de la Vitesse par équipes Hommes, dans le temps de 43" 27, nouveau record du monde « officieux » de la spécialité, en devançant l'équipe britannique, déjà 2e en 2006 et 2007, de près d'une demi-seconde et celle des Pays-Bas (3e). Dans le même temps, le Britannique Bradley Wiggins s'adjuge le titre de la Poursuite individuelle en s'imposant devant le néerlandais Jenning Huizenga et le Russe Alexei Markov.
  - (Cyclisme sur route) : le Français Sylvain Chavanel (Cofidis) remporte en solitaire la 63e édition de la classique flamande À travers les Flandres, dans les rues de Waregem (Belgique), en devançant le Néerlandais Steven de Jongh (Quick Step, 2e) et le Belge Niko Eeckhout (Topsport Vlaanderen, 3e), double vainqueur de l'épreuve en 2001 et 2005.
- 2011 :
  - (Natation) : en finale du 100 mètres nage libre des Championnats d'Australie, disputés à Sydney, Eamon Sullivan s'impose dans le temps de 47" 52 (après avoir réalisé 47" 55 la veille, en demi-finale), à seulement deux centièmes du nouveau record du monde de la spécialité établi la semaine précédente à Eindhoven, lors des Championnats d'Europe, par Alain Bernard. L'Australien sera un concurrent redoutable pour le Français pour la conquête du titre olympique.
  - (Rugby à XV) : le Racing-Métro 92 remporte la première édition du trophée de Coubertin avec sa victoire sur Toulouse 43 à 21.
- 2017 :
  - (Compétition automobile /Formule 1) : premier Grand Prix de l'année, qui se dispute à Melbourne en Australie, l'Allemand Sebastian Vettel s'impose devant le Britannique Lewis Hamilton. qui était l'auteur de la pole position et a tout perdu lors de son passage aux stands, sans doute trop précoce. Le Finlandais Valtteri Bottas complète le podium.
  - (Cyclisme sur route /Édition de l'UCI World Tour) : 
    - (Tour de Catalogne) : l'Espagnol Alejandro Valverde (Movistar) remporte le Tour de Catalogne, conclu en beauté par le gain de la 7e et dernière étape autour de Barcelone (138,7 km). Au général, il devance ses compatriotes Alberto Contador et Marc Soler.
    - (Gand-Wevelgem) : le Belge Greg Van Avermaet (BMC) remporte la 79e édition de Gand-Wevelgem, en devançant au sprint son compagnon d'échappée et compatriote Jens Keukeleire et le Slovaque Peter Sagan.

  - (Squash /British Open) : 3e couronne au British Open pour le Français Grégory Gaultier, vainqueur en finale du Britannique Nick Matthew (8-11, 11-7, 11-3, 11-3, en 1h07). Le Français est assuré de redevenir numéro un mondial.

## Naissances

### XIXesiècle
- 1860 :
  - Theo Harding, joueur de rugby à XV gallois. (3 sélections en équipe nationale). († 13 juillet 1919).
  - André Prévost, joueur de tennis français. Médaillé de bronze du double aux Jeux de Paris 1900. († 15 février 1919).
- 1869 :
  - Jack McCarthy, joueur de baseball américain. († 11 septembre 1931).
- 1877 :
  - Charles Jarrott, pilote de courses automobile britannique. († 4 janvier 1944).
- 1879 :
  - Waldemar Tietgens, rameur allemand. Champion olympique du quatre avec barreur aux Jeux de Paris 1900. († 28 juillet 1917).
- 1895 :
  - Vilho Tuulos, athlète de sauts finlandais. Champion olympique du triple-saut aux Jeux d'Anvers 1920, médaillé de bronze du triple-saut aux Jeux de Paris 1924 et aux Jeux d'Amsterdam 1928. († 2 septembre 1967).

### XXesièclede1901à1950
- 1904 :
  - Attilio Ferraris, footballeur italien. Médaillé de bronze aux Jeux d'Amsterdam 1928. Champion du monde de football 1934. (28 sélections en équipe nationale). († 8 mai 1947).
- 1911 :
  - Lennart Atterwall, athlète de lancers suédois. Champion d'Europe d'athlétisme du javelot 1946. († 23 avril 2001).
- 1915 :
  - Maurice Lafforgue, skieur alpin français. Médaillé d'argent  de la descente et du combiné aux Mondiaux 1937. († 31 octobre 1999).
  - Lennart Strandberg, athlète de sprint suédois. († 23 décembre 1989).
- 1920 :
  - Sergio Livingstone, footballeur chilien. (52 sélections en équipe nationale). († 11 septembre 2012).
- 1924 :
  - Hans Kalt, rameur suisse. Médaillé d'argent en deux sans barreur aux Jeux de Londres 1948 et médaillé de bronze aux Jeux d'Helsinki 1952. († 2 janvier 2011).
- 1934 :
  - Dida, footballeur brésilien. Champion du monde de football 1958. (6 sélections en équipe nationale). († 17 septembre 2002).
- 1935 :
  - Stig Pettersson, athlète de sauts en hauteur suédois.
- 1936 :
  - Éder Jofre, Boxeur brésilien. († 2 octobre 2022).
- 1937 :
  - Wayne Embry, basketteur américain.
- 1938 :
  - Manuel Sanchís Martínez, footballeur espagnol. Vainqueur de la Coupe des clubs champions 1966. (11 sélections en équipe nationale). († 28 octobre 2017).
- 1941 :
  - Lella Lombardi, pilote de F1 italienne. († 3 mars 1992).
- 1945 :
  - Mikhail Voronin, gymnaste soviétique puis russe. Champion olympique du saut de cheval et de la barre fixe, médaillé d'argent du concours général individuel et par équipe, des anneaux et des barres parallèles puis médaillé de bronze du cheval d'arçon aux Jeux de Mexico 1968, médaillé d'argent du concours général par équipes et des anneaux aux Jeux de Munich 1972. Champion du monde de gymnastique artistique du concours général et des anneaux 1966. Champion d'Europe de gymnastique artistique du concours général individuel, du cheval d'arçon, des anneaux et des barres parallèles 1967, champion d'Europe de gymnastique artistique du concours général individuel, des anneaux et des barres parallèles 1969 puis champion d'Europe de gymnastique artistique des anneaux 1971. († 22 mai 2004).
- 1947 :
  - Yojiro Terada, pilote de courses automobile d'endurance japonais.

### XXesièclede1951à2000
- 1952 :
  - Didier Pironi, pilote de F1 et de courses automobile d'endurance français. (3 victoires en Grand Prix). Vainqueur des 24 Heures du Mans 1978. († 23 août 1987).
- 1953 :
  - Charis Papageorgiou, basketteur grec.
- 1958 :
  - Elio de Angelis, pilote de F1 italien. (2 victoires en Grand Prix) († 15 mai 1986).
- 1959 :
  - Gareth Evans, pilote de courses automobile d'endurance britannique.
- 1960 :
  - Marcus Allen, joueur de foot U.S. américain.
- 1962 :
  - Andreï Lavrov, handballeur soviétique puis russe. Champion olympique aux Jeux de Séoul 1988, aux Jeux de Barcelone 1992 et aux Jeux de Sydney 2000 puis médaillé de bronze aux Jeux d'Athènes 2004. Champion du monde de handball masculin 1993 et 1997. Champion d'Europe de handball masculin 1996. (312 sélections en équipe nationale).
  - John Stockton, basketteur américain. Champion olympique aux Jeux de Barcelone 1992 et aux Jeux d'Atlanta 1996. (22 sélections en équipe nationale).
- 1964 :
  - Martin Donnelly, pilote de F1 britannique.
  - Staffan Olsson, handballeur puis entraîneur suédois. Médaillé d'argent des Jeux de Barcelone 1992, des Jeux d'Atlanta 1996 et des Jeux de Sydney 2000. Champion du monde de handball 1990 et 1999. Champion d'Europe de handball 1994, 1998, 2000 et 2002. Vainqueur des Coupe EHF de handball 1998 et 2002. (358 sélections en équipe nationale).
  - Ulf Samuelsson, hockeyeur sur glace puis entraîneur suédois.
- 1965 :
  - Violeta Szekely, athlète de demi-fond roumaine. Médaillé d'argent du 1 500m aux jeux de Sydney 2000.
- 1968 :
  - Laurent Brochard, cycliste sur route français. Champion du monde de cyclisme sur route 1997. Vainqueur du Tour de Pologne 2002.
  - Alessio Galletti, cycliste sur route italien († 15 juin 2005).
- 1971 :
  - Rory McLeod, joueur de snooker anglais.
  - Rennae Stubbs, joueuse de tennis australienne.
- 1972 :
  - Tor Graves, pilote de courses automobile d'endurance thaïlandais.
- 1974 :
  - Irina Spîrlea, joueuse de tennis roumaine.
  - Michael Peca, hockeyeur sur glace canadien. Champion olympique aux Jeux de salt Lake City 2002.
- 1976 :
  - Joachim Alcine, boxeur haïtien puis canadien. Champion du monde de boxe des super-welters de 2007 à 2008.
- 1977 :
  - Morgan De Sanctis, footballeur italien.
- 1978 :
  - Cédric Mouret, footballeur français.
- 1979 :
  - Laila Traby, athlète de fond franco-marocaine. Médaillée de bronze du 10 000 m aux CE d'athlétisme 2014.
- 1980 :
  - Pascal Hens, handballeur allemand. Médaillé d'argent aux Jeux d'Athènes 2004. Champion du monde de handball 2007. Champion d'Europe de handball masculin 2004. (199 sélections en équipe nationale).
  - Darryl O'Young, pilote de courses automobile hongkongais.
  - Sérgio Paulinho, cycliste sur route portugais. Médaillé d'argent de la course en ligne aux Jeux d'Athènes 2004.
- 1981 :
  - Danis Zaripov, hockeyeur sur glace russe.
- 1982 :
  - Mikel Arteta, footballeur espagnol.
- 1983 :
  - Juan van Deventer, athlète de demi-fond sud-africain.
  - Daniel Ewing, basketteur américain.
- 1984 :
  - Jimmy Howard, hockeyeur sur glace américain.
  - Drew Mitchell, joueur de rugby australien. Vainqueur du The Rugby Championship 2015 puis des Coupe d'Europe de rugby 2014 et 2015. (70 sélections en équipe nationale).
- 1986 :
  - Rob Kearney, joueur de rugby à XV irlandais. Vainqueur des Grands Chelems Grand Chelem 2009 et 2018, des tournois des Six Nations 2014 et 2015 puis des Coupes d'Europe de rugby à XV 2009, 2011, 2012 et 2018. (94 sélections en équipe nationale).
  - Emma Laine, joueuse de tennis finlandaise.
- 1987 :
  - Steven Fletcher, footballeur écossais. (25 sélections en équipe nationale).
  - Ondřej Kúdela, footballeur tchèque. (1 sélection en équipe nationale).
- 1988 :
  - Mohamed Youssouf, footballeur franco-comorien. (26 sélections avec l'équipe des Comores).
- 1989 :
  - Simon Kjær, footballeur danois.
  - Élise Prod'homme, basketteuse française.
- 1990 :
  - Uini Atonio, joueur de rugby néo-zélandais et français. (15 sélections en équipe de France).
  - Patrick Ekeng Ekeng, footballeur camerounais. († 6 mai 2016).
  - Sarah Menezes, judokate brésilienne. Championne olympique des -48 kg aux Jeux de Londres 2012.
  - Kyle O'Quinn, basketteur américain.
  - Romain Saïss, footballeur franco-marocain. (4 sélections avec l'équipe du Maroc).
- 1992 :
  - Kathrine Heindahl, handballeuse danoise. Victorieuse de la Coupe EHF de handball féminin 2013. (27 sélections en équipe nationale).
  - Stoffel Vandoorne, pilote de F1 belge.
- 1994 :
  - Gaël Fickou, joueur de rugby à XV français. (19 sélections en équipe de France).
  - Niclas Kirkeløkke, handballeur danois. Champion olympique aux Jeux de Paris 2024. Champion du monde masculin de handball 2023. (89 sélections en équipe nationale).
  - Brady Skjei, hockeyeur sur glace américain.
  - Alison Van Uytvanck, joueuse de tennis allemande.
- 1996 :
  - Jonathan Bamba, footballeur français.
- 1997 :
  - Wenyen Gabriel, basketteur américano-soudanais.
- 1999 :
  - Anel Ahmedhodžić, footballeur bosnien.
- 2000 :
  - Salis Abdul Samed, footballeur ghanéen. (4 sélections en équipe nationale).
  - Nina Derwael, gymnaste artistique belge. Championne du monde de gymnastique artistique aux barres asymétriques 2018. Championne d'Europe de gymnastique artistique des barres asymétriques 2017 et 2018.
  - Andreï Svetchnikov, hockeyeur sur glace russe.

### XXIesiècle
- 2001 :
  - Benoît Badiashile, footballeur français.
  - Khéphren Thuram, footballeur français.
- 2002 :
  - Kimito Nōno, footballeur japonais.
- 2003 :
  - Bright Arrey-Mbi, footballeur allemand.
  - Jaouen Hadjam, footballeur franco-algérien.
  - Miguel Silveira, footballeur brésilien.
- 2004 :
  - Lesley Ugochukwu, footballeur français.
- 2005 :
  - Saël Kumbedi, footballeur français. Champion d'Europe de football des moins de 17 ans 2022

## Décès

### XXesièclede1901à1950
- 1934 : 
  -  John Biller, 54 ans, athlète de sauts américain. Médaillé de bronze de la longueur sans élan aux Jeux de Saint-Louis 1904 puis médaillé d'argent de la hauteur sans élan aux Jeux de Londres 1908. (° 14 novembre 1879).
- 1936 : 
  -  Kurt Stenberg, 47 ans, gymnaste finlandais. Médaillé de bronze du concours par équipes aux Jeux de Londres 1908. (° 11 juillet 1888).
- 1940 : 
  -  Spyridon Louis, 67 ans, athlète de fond grec. Champion olympique du premier marathon de l'ère moderne des Jeux d'Athènes 1896. (° 12 janvier 1873).
- 1944 : 
  -  Pierre de Caters, 68 ans, pilote de courses automobile et entrepreneur belge. (° 25 décembre 1875).

### XXesièclede1951à2000
- 1954 : 
  -  Charles Perrin, 78 ans, rameur français. Médaillé d'argent du quatre avec barreur aux Jeux de Paris 1900. (° 6 juillet 1875).
- 1973 : 
  -  George Sisler, 80 ans, joueur de baseball américain. (° 24 mars 1893).
- 1974 : 
  -  Werner Kohlmeyer, 49 ans, footballeur allemand. Champion du monde de football 1954. (22 sélections en équipe nationale). (° 19 avril 1924).
- 1988 : 
  -  Joseph Desclaux, 76 ans, joueur de rugby à XV et de rugby à XIII français. (10 sélections en équipe de France de rugby à XV et 2 en équipe de France de rugby à XIII). (° 1er février 1912).

### XXIesiècle
- 2006 : 
  -  Paul Dana, 30 ans, pilote de courses automobile américain. (° 15 avril 1975).
  -  Alain Danet, 74 ans, hockeyeur sur gazon puis dirigeant sportif et ensuite journaliste français. (° 24 juin 1931).
- 2007 : 
  -  Heinz Schiller, 77 ans, pilote de courses automobile suisse. (° 25 janvier 1930).
- 2016 : 
  -  Yoshimi Katayama, 75 ans, pilote de moto et de courses automobile d'endurance japonais. (4 victoires en Grand Prix moto). (° 15 mai 1940).
- 2020 :
  -  Michel Hidalgo, 87 ans, joueur et entraîneur de football français (° 22 mars 1933).